# Guanay
Guanay è un comune (municipio in spagnolo) della Bolivia nella provincia di Larecaja (dipartimento di La Paz) con 11.433 abitanti (dato 2010).

## Cantoni
Il comune è suddiviso in 6 cantoni (popolazione 2001):
- Guanay - 6.881 abitanti
- Mariapu - 667 abitanti
- Pajonal Vilaque - 111 abitanti
- San Juan de Challana - 1.453 abitanti
- Santa Rosa de Challana - 2.289 abitanti
- Sapucuni - 27 abitanti